# Monte Shishaldin

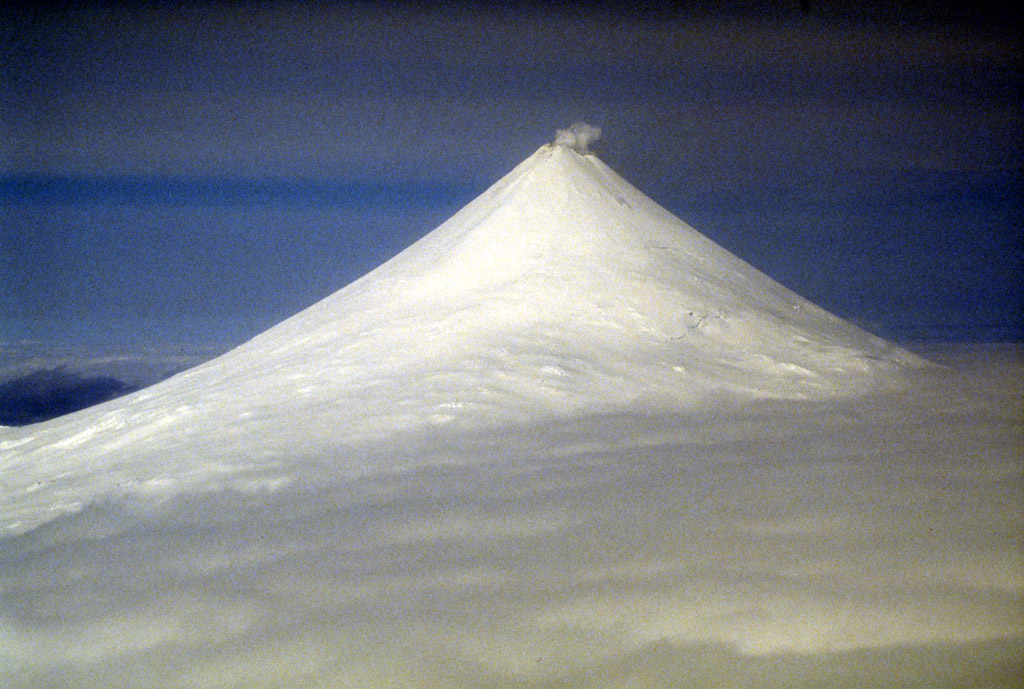
Monte Shishaldin

El monte Shishaldin es un estratovolcán activo en un área remota de isla Unimak, en Alaska, y que con 2857 m de altitud, es el punto más alto de las islas Aleutianas, pero no en la cordillera Aleutiana (que es el monte Redoubt).
Es la montaña cónica más grande en la Tierra, y los contornos superiores a 2000 m son círculos casi perfectos. Las laderas norte y el sur, en la parte inferior, son más proclives que la oriental y la occidental. El Shishaldin es la más occidental de los tres grandes estratovolcanes en el este de la isla Unimak. Los aleutianos lo llaman Sisquk, que significa "montaña que está a la cabeza cuando estás perdido". A partir de los 2000 metros está casi totalmente cubierto por hielo glacial. La cubierta de hielo total alcanza unos 91 km².

## Actividad

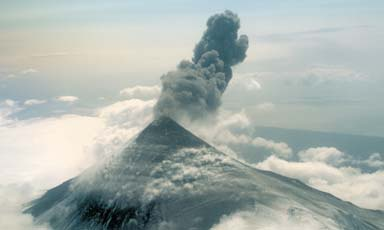
Vista de la erupción de 1999

Este volcán ha tenido muchas erupciones registradas durante los siglos XIX y XX, y un par de informes de actividad volcánica en el área durante el siglo XVIII pueden haberse referido a Shishaldin también. Por lo tanto, toda la historia registrada del volcán se ve con informes de actividad. AVO tiene 24 erupciones confirmadas en Shishaldin, lo que lo convierte en el volcán con la tercera erupción más confirmada (después de Akutan y Pavlof). Sin embargo, Shishaldin tiene la mayoría de las erupciones (esto significa erupciones confirmadas Y posibles) en Alaska, pero la mitad de las erupciones no están confirmadas, siendo la más reciente en enero de 2015.
Las erupciones más recientes del monte Shishaldin fueron en 1995-96 y 1999. Desde la erupción de 1999, ha mantenido la actividad sísmica, que típicamente tiene terremotos volcánicos de muy baja magnitud (la mayoría están por debajo de la magnitud 1) cada 1-2 minutos. Durante este período de actividad sísmica no eruptiva, ha estado exhalando vapor, con exhalaciones también ocurriendo cada 1-2 minutos. Hubo informes en 2004 de pequeñas cantidades de cenizas que se emiten con el vapor.
El Observatorio Vulcanológico de Alaska supervisa el volcán para detectar actividad más peligrosa con sismómetros e imágenes satelitales. Las observaciones visuales son raras debido a la ubicación remota del volcán.